# Basili i Emèlia de Cesarea
|  | Per a altres significats, vegeu «Basili». |

Basili, anomenat Basili el Vell (Cesarea, segona meitat del s. III - ca. 350) i Emèlia de Cesarea, o Emília (morta ca. 375) van ésser un matrimoni, pares dels sants Basili el Gran, Gregori de Nissa, Macrina la Menor, Pere de Sebaste i Naucraci. Tots dos també són venerats com a sants per l'Església Ortodoxa.

## Biografia
Basili era d'una noble família de Cesarea, fill de santa Macrina la Major; Emèlia de Cesarea era filla d'una família rica. Van casar-se, van patir les persecucions de Maximí (305-314) i van ésser desterrats al Pont. Ell fou mestre de retòrica i filosofia.
Van tenir nou fills als que educaren en el cristianisme: tres d'ells foren bisbes: Pere de Sebaste, Basili el Gran i Gregori de Nissa. Basili, Gregori, Pere, Naucraci i una filla, Macrina la Jove, són venerats com a sants.

## Veneració
Després de la seva mort, els seus béns familiars es van convertir en una comunitat monàstica per a dones verges. Basili i Emèlia són venerats al seu torn com a sants per l'Església Ortodoxa i la seva festivitat es commemora el 30 de maig, suposadament el dia en què va morir Basili, la primera meitat del segle iv.